# Sportgemeinschaft Dynamo Dresden 1993-1994
Questa voce raccoglie le informazioni riguardanti la Sportgemeinschaft Dynamo Dresden nelle competizioni ufficiali della stagione 1993-1994.

## Stagione
Nella stagione 1993-1994 il Dinamo Dresda, allenato da Sigfried Held, concluse il campionato di Bundesliga al 13º posto. In Coppa di Germania il Dinamo Dresda fu eliminato in semifinale dal Werder Brema.

## Rosa
| N. |                      | Ruolo | Calciatore         |
| -- | -------------------- | ----- | ------------------ |
|    | Russia (bandiera)    | P     | Stanislav Čerčesov |
|    | Germania (bandiera)  | P     | Gunnar Grundmann   |
|    | Germania (bandiera)  | P     | René Müller        |
|    | Germania (bandiera)  | P     | Frank Schulze      |
|    | Germania (bandiera)  | D     | Rene Groth         |
|    | Germania (bandiera)  | D     | Mario Kern         |
|    | Germania (bandiera)  | D     | Markus Kranz       |
|    | Germania (bandiera)  | D     | Hans-Uwe Pilz      |
|    | Danimarca (bandiera) | D     | Henrik Risom       |
|    | Germania (bandiera)  | D     | Nils Schmäler      |
|    | Germania (bandiera)  | D     | Detlef Schößler    |
|    | Germania (bandiera)  | C     | René Beuchel       |
|    | Germania (bandiera)  | C     | Ringo Herrig       |
|    | Germania (bandiera)  | C     | Jens Jeremies      |

| N. |                       | Ruolo | Calciatore        |
| -- | --------------------- | ----- | ----------------- |
|    | Germania (bandiera)   | C     | Sven Kmetsch      |
|    | Croazia (bandiera)    | C     | Nikica Maglica    |
|    | Germania (bandiera)   | C     | Matthias Maucksch |
|    | Polonia (bandiera)    | C     | Piotr Nowak       |
|    | Slovacchia (bandiera) | C     | Marek Penksa      |
|    | Germania (bandiera)   | C     | Thomas Rath       |
|    | Germania (bandiera)   | C     | Sven Ratke        |
|    | Serbia (bandiera)     | C     | Miroslav Stević   |
|    | Germania (bandiera)   | A     | Henri Fuchs       |
|    | Germania (bandiera)   | A     | Rico Hanke        |
|    | Germania (bandiera)   | A     | Uwe Jähnig        |
|    | Germania (bandiera)   | A     | Olaf Marschall    |
|    | Germania (bandiera)   | A     | Werner Rank       |

## Organigramma societario
Area tecnica
- Allenatore: Sigfried Held
- Allenatore in seconda:
- Preparatore dei portieri:
- Preparatori atletici:

## Calciomercato

### Sessione estiva
| Acquisti | Acquisti           | Acquisti              | Acquisti |
| R.       | Nome               | da                    | Modalità |
| -------- | ------------------ | --------------------- | -------- |
| C        | Piotr Nowak        | Young Boys            |          |
| P        | Stanislav Čerčesov | Spartak Mosca         |          |
| A        | Rico Hanke         | FV B/W Stahl Freital  |          |
| D        | Markus Kranz       | Uerdingen 05          |          |
| C        | Nikica Maglica     | NK Zagabria           |          |
| A        | Olaf Marschall     | Admira/Wacker         |          |
| C        | Marek Penksa       | Eintracht Francoforte |          |
| A        | Werner Rank        | Stahl Brandeburgo     |          |
| A        | Uwe Rösler         | Norimberga            |          |

| Cessioni | Cessioni           | Cessioni             | Cessioni |
| R.       | Nome               | a                    | Modalità |
| -------- | ------------------ | -------------------- | -------- |
| D        | Andreas Wagenhaus  | Fenerbahçe           |          |
| C        | Ralf Hauptmann     | Colonia              |          |
| D        | Jens Melzig        | Bayer Leverkusen     |          |
| A        | Vladan Milovanović | Osnabrück            |          |
| C        | Jörg Stübner       | Sachsen Lipsia       |          |
| P        | Ronny Teuber       | Borussia Dortmund II |          |
| C        | Wolfram Wagner     | Dresdner SC          |          |
| C        | Dirk Zander        | St. Pauli            |          |
| A        | Alexander Zickler  | Bayern Monaco        |          |

### Sessione invernale
| Acquisti | Acquisti     | Acquisti | Acquisti |
| R.       | Nome         | da       | Modalità |
| -------- | ------------ | -------- | -------- |
| A        | Henri Fuchs  | Colonia  |          |
| D        | Henrik Risom | Lyngby   |          |

| Cessioni | Cessioni   | Cessioni        | Cessioni |
| R.       | Nome       | a               | Modalità |
| -------- | ---------- | --------------- | -------- |
| A        | Uwe Rösler | Manchester City |          |

## Risultati

### Bundesliga

#### Girone di andata
| Arbitro: | Amerell |

|                             |           |                         |
| Lindner 10’ Anders 17’, 25’ | Marcatori | 15’, 27’, 69’ Marschall |

| Arbitro: | Heynemann |

|  |           |                  |
|  | Marcatori | 84’ (rig.) Közle |

| Arbitro: | Berg |

|                                                    |           |  |
| Schupp 32’ Nerlinger 45’ Scholl 47’, 57’ Ziege 50’ | Marcatori |  |

| Arbitro: | Malbranc |

|             |           |         |
| Kmetsch 64’ | Marcatori | 9’ Löbe |

| Arbitro: | Schmidt |

|                                    |           |  |
| Chapuisat 37’, 72’, 90’ Riedle 89’ | Marcatori |  |

| Arbitro: | Schmidhuber |

|               |           |                |
| Marschall 15’ | Marcatori | 44’ von Heesen |

| Arbitro: | Zerr |

|  |           |            |
|  | Marcatori | 53’ Jähnig |

| Arbitro: | Fischer |

|                     |           |             |
| Pilz 16’ Stević 72’ | Marcatori | 5’ Pflipsen |

| Arbitro: | Jansen |

|                                     |           |                        |
| Andersen 46’ Gaudino 50’ Furtok 68’ | Marcatori | 19’ Kmetsch 62’ Jähnig |

| Arbitro: | Führer |

|                                     |           |           |
| Marschall 1’ Kranz 38’ Schmäler 62’ | Marcatori | 15’ Kuntz |

| Arbitro: | Strampe |

|                                        |           |  |
| Schwabl 6’ Zárate 25’ Köpke 87’ (rig.) | Marcatori |  |

| Arbitro: | Kasper |

|           |           |               |
| Kranz 28’ | Marcatori | 41’ Kir'jakov |

| Gelsenkirchen 23 ottobre 1993, ore 15:30 CET 13ª giornata | Schalke 04 | 0 – 0 referto | Dinamo Dresda | Parkstadion (26 230 spett.)\| Arbitro: \| Amerell \| |
| Arbitro:                                                  | Amerell    |               |               |                                                      |

| Arbitro: | Wiesel |

|            |           |                      |
| Stević 58’ | Marcatori | 29’ Todt 49’ Cardoso |

| Arbitro: | Albrecht |

|               |           |             |
| Marschall 16’ | Marcatori | 79’ Kirsten |

| Arbitro: | Krug |

|  |           |            |
|  | Marcatori | 32’ Penksa |

| Arbitro: | Dardenne |

|               |           |  |
| Marschall 90’ | Marcatori |  |

#### Girone di ritorno
| Arbitro: | Steinborn |

|            |           |  |
| Penksa 16’ | Marcatori |  |

| Arbitro: | Schmidhuber |

|           |           |           |
| Közle 41’ | Marcatori | 90’ Nowak |

| Arbitro: | Assenmacher |

|               |           |              |
| Marschall 21’ | Marcatori | 85’ Labbadia |

| Arbitro: | Osmers |

|                 |           |                      |
| Kern 43’ (aut.) | Marcatori | 17’ (rig.) Marschall |

| Arbitro: | Best |

|                                   |           |  |
| Kranz 31’ Fuchs 60’ Marschall 80’ | Marcatori |  |

| Arbitro: | Führer |

|                |           |            |
| von Heesen 86’ | Marcatori | 47’ Jähnig |

| Arbitro: | Scheuerer |

|           |           |               |
| Nowak 55’ | Marcatori | 21’ Hauptmann |

| Arbitro: | Dellwing |

|                   |           |          |
| Herrlich 11’, 41’ | Marcatori | 13’ Rath |

| Arbitro: | Weber |

|  |           |                                                   |
|  | Marcatori | 29’ Becker 63’ Gaudino 65’ Yeboah 87’ Falkenmayer |

| Kaiserslautern 25 marzo 1994, ore 20:00 CET 27ª giornata | Kaiserslautern | 0 – 0 referto | Dinamo Dresda | Fritz-Walter-Stadion (32 373 spett.)\| Arbitro: \| Krug \| |
| Arbitro:                                                 | Krug           |               |               |                                                            |

| Arbitro: | Malbranc |

|              |           |            |
| Maucksch 56’ | Marcatori | 20’ Sutter |

| Arbitro: | Steinborn |

|           |           |  |
| Bonan 65’ | Marcatori |  |

| Arbitro: | Berg |

|            |           |  |
| Penksa 56’ | Marcatori |  |

| Arbitro: | Schmidhuber |

|  |           |           |
|  | Marcatori | 85’ Fuchs |

| Arbitro: | Zerr |

|            |           |            |
| Sérgio 53’ | Marcatori | 76’ Jähnig |

| Arbitro: | Habermann |

|               |           |  |
| Marschall 66’ | Marcatori |  |

| Arbitro: | Merk |

|                     |           |  |
| Walter 6’, 34’, 83’ | Marcatori |  |

### Coppa di Germania
| Arbitro: | Buchhart |

|                                       |                      |                                   |
| Stević Schößler Maucksch Kmetsch Pilz | Tiri di rigore 4 – 2 | Lieberam Gerstner Ballwanz Täuber |

| Arbitro: | Kuhne |

|                                 |           |                                   |
| Klütz 55’ Schjønberg 63’ (rig.) | Marcatori | 43’ Rank 46’ Marschall 70’ Penksa |

| Arbitro: | Berg |

|                          |           |            |
| Penksa 21’ Marschall 89’ | Marcatori | 78’ Scholl |

| Arbitro: | Strampe |

|                                          |                      |                              |
| Schmäler 99’                             | Marcatori            | 97’ Sérgio                   |
| Schößler Marschall Maucksch Kmetsch Pilz | Tiri di rigore 5 – 4 | Sérgio Foda Hapal Wörns Thom |

| Arbitro: | Assenmacher |

|  |           |                        |
|  | Marcatori | 18’ Rufer 37’ Neubarth |

## Statistiche

### Statistiche di squadra
| Competizione      | Punti | In casa | In casa | In casa | In casa | In casa | In casa | In trasferta | In trasferta | In trasferta | In trasferta | In trasferta | In trasferta | Totale | Totale | Totale | Totale | Totale | Totale | DR  |
| Competizione      | Punti | G       | V       | N       | P       | Gf      | Gs      | G            | V            | N            | P            | Gf           | Gs           | G      | V      | N      | P      | Gf     | Gs     | DR  |
| ----------------- | ----- | ------- | ------- | ------- | ------- | ------- | ------- | ------------ | ------------ | ------------ | ------------ | ------------ | ------------ | ------ | ------ | ------ | ------ | ------ | ------ | --- |
| Bundesliga        | 34    | 17      | 7       | 7       | 3       | 20      | 16      | 17           | 3            | 7            | 7            | 13           | 28           | 34     | 10     | 14     | 10     | 33     | 44     | -11 |
| Coppa di Germania | -     | 4       | 1       | 2       | 1       | 3       | 4       | 1            | 1            | 0            | 0            | 3            | 2            | 5      | 2      | 2      | 1      | 6      | 6      | 0   |
| Totale            | 34    | 21      | 8       | 9       | 4       | 23      | 20      | 18           | 4            | 7            | 7            | 16           | 30           | 39     | 12     | 16     | 11     | 39     | 50     | -11 |

### Andamento in campionato
| Giornata  | 1  | 2  | 3  | 4  | 5  | 6  | 7  | 8  | 9  | 10 | 11 | 12 | 13 | 14 | 15 | 16 | 17 | 18 | 19 | 20 | 21 | 22 | 23 | 24 | 25 | 26 | 27 | 28 | 29 | 30 | 31 | 32 | 33 | 34 |
| --------- | -- | -- | -- | -- | -- | -- | -- | -- | -- | -- | -- | -- | -- | -- | -- | -- | -- | -- | -- | -- | -- | -- | -- | -- | -- | -- | -- | -- | -- | -- | -- | -- | -- | -- |
| Luogo     | T  | C  | T  | C  | T  | C  | T  | C  | T  | C  | T  | C  | T  | C  | C  | T  | C  | C  | T  | C  | T  | C  | T  | C  | T  | C  | T  | C  | T  | C  | T  | T  | C  | T  |
| Risultato | N  | P  | P  | N  | P  | N  | V  | V  | P  | V  | P  | N  | N  | P  | N  | V  | V  | V  | N  | N  | N  | V  | N  | N  | P  | P  | N  | N  | P  | V  | V  | N  | V  | P  |
| Posizione | 18 | 18 | 18 | 18 | 18 | 18 | 18 | 17 | 18 | 17 | 17 | 17 | 17 | 17 | 17 | 17 | 15 | 14 | 15 | 14 | 14 | 14 | 14 | 14 | 14 | 15 | 15 | 14 | 15 | 15 | 14 | 14 | 13 | 13 |

Legenda:

Luogo: C = Casa; T = Trasferta. Risultato: V = Vittoria; N = Pareggio; P = Sconfitta.

### Statistiche dei giocatori
| Giocatore    | Bundesliga | Bundesliga | Bundesliga  | Bundesliga | Coppa di Germania | Coppa di Germania | Coppa di Germania | Coppa di Germania | Totale   | Totale | Totale      | Totale     |
| Giocatore    | Presenze   | Reti       | Ammonizioni | Espulsioni | Presenze          | Reti              | Ammonizioni       | Espulsioni        | Presenze | Reti   | Ammonizioni | Espulsioni |
| ------------ | ---------- | ---------- | ----------- | ---------- | ----------------- | ----------------- | ----------------- | ----------------- | -------- | ------ | ----------- | ---------- |
| R. Beuchel   | 15         | 0          | 3           | 1          | 2                 | 0                 | 0                 | 0                 | 17       | 0      | 3           | 1          |
| S. Čerčesov  | 25         | 0          | 0           | 0          | 4                 | 0                 | 0                 | 0                 | 29       | 0      | 0           | 0          |
| H. Fuchs     | 12         | 2          | 2           | 0          | 1                 | 0                 | 0                 | 0                 | 13       | 2      | 2           | 0          |
| R. Groth     | 1          | 0          | 0           | 0          | 0                 | 0                 | 0                 | 0                 | 1        | 0      | 0           | 0          |
| G. Grundmann | 0          | 0          | 0           | 0          | 0                 | 0                 | 0                 | 0                 | 0        | 0      | 0           | 0          |
| R. Hanke     | 0          | 0          | 0           | 0          | 0                 | 0                 | 0                 | 0                 | 0        | 0      | 0           | 0          |
| R. Herrig    | 0          | 0          | 0           | 0          | 0                 | 0                 | 0                 | 0                 | 0        | 0      | 0           | 0          |
| J. Jeremies  | 0          | 0          | 0           | 0          | 0                 | 0                 | 0                 | 0                 | 0        | 0      | 0           | 0          |
| U. Jähnig    | 22         | 4          | 0           | 0          | 3                 | 0                 | 0                 | 0                 | 25       | 4      | 0           | 0          |
| M. Kern      | 20         | 0          | 4           | 0          | 4                 | 0                 | 1                 | 0                 | 24       | 0      | 5           | 0          |
| S. Kmetsch   | 27         | 2          | 5           | 1          | 5                 | 0                 | 1                 | 0                 | 32       | 2      | 6           | 1          |
| M. Kranz     | 25         | 3          | 10          | 1          | 2                 | 0                 | 0                 | 1                 | 27       | 3      | 10          | 2          |
| N. Maglica   | 7          | 0          | 0           | 0          | 2                 | 0                 | 1                 | 0                 | 9        | 0      | 1           | 0          |
| O. Marschall | 32         | 11         | 1           | 0          | 5                 | 2                 | 0                 | 0                 | 37       | 13     | 1           | 0          |
| M. Maucksch  | 31         | 1          | 7           | 2          | 5                 | 0                 | 0                 | 0                 | 36       | 1      | 7           | 2          |
| R. Müller    | 9          | 0          | 0           | 0          | 1                 | 0                 | 0                 | 0                 | 10       | 0      | 0           | 0          |
| P. Nowak     | 23         | 2          | 3           | 0          | 3                 | 0                 | 1                 | 0                 | 26       | 2      | 4           | 0          |
| M. Penksa    | 26         | 3          | 1           | 0          | 5                 | 2                 | 0                 | 0                 | 31       | 5      | 1           | 0          |
| H. Pilz      | 21         | 1          | 2           | 0          | 4                 | 0                 | 0                 | 0                 | 25       | 1      | 2           | 0          |
| W. Rank      | 7          | 0          | 0           | 0          | 1                 | 1                 | 0                 | 0                 | 8        | 1      | 0           | 0          |
| T. Rath      | 26         | 1          | 8           | 2          | 4                 | 0                 | 1                 | 0                 | 30       | 1      | 9           | 2          |
| S. Ratke     | 4          | 0          | 1           | 0          | 0                 | 0                 | 0                 | 0                 | 4        | 0      | 1           | 0          |
| H. Risom     | 11         | 0          | 1           | 0          | 0                 | 0                 | 0                 | 0                 | 11       | 0      | 1           | 0          |
| U. Rösler    | 7          | 0          | 0           | 0          | 1                 | 0                 | 0                 | 0                 | 8        | 0      | 0           | 0          |
| N. Schmäler  | 14         | 1          | 2           | 1          | 1                 | 1                 | 0                 | 0                 | 15       | 2      | 2           | 1          |
| F. Schulze   | 0          | 0          | 0           | 0          | 0                 | 0                 | 0                 | 0                 | 0        | 0      | 0           | 0          |
| D. Schößler  | 32         | 0          | 3           | 0          | 5                 | 0                 | 0                 | 0                 | 37       | 0      | 3           | 0          |
| M. Stević    | 26         | 2          | 4           | 0          | 4                 | 0                 | 1                 | 0                 | 30       | 2      | 5           | 0          |
| A. Wagenhaus | 2          | 0          | 1           | 0          | 0                 | 0                 | 0                 | 0                 | 2        | 0      | 1           | 0          |